# Isa Strasser
Isa Strasser (* 29. März 1891 in Coburg; † 24. August 1970 in Wien) war Kindergärtnerin, Journalistin, Schriftstellerin und Krankenschwester.

## Leben und Wirken
Klothilde Isadora von Schwartzkoppen war Tochter des preußischen Hauptmanns Friedrich Ernst von Schwartzkoppen und von Frieda von Schwartzkoppen (geb. Freifrau von Seebach). Die Großmutter Clotilde von Schwartzkoppen war Lyrikerin und hatte die Memoiren ihres Vaters, des preußischen Generals Karl von François herausgegeben. Auch war Isa Strasser mit Maximilian von Schwartzkoppen und der Schriftstellerin Louise von François verwandt.
Sie machte in Berlin, im Pestalozzi-Fröbel-Haus eine Ausbildung zur Kindergärtnerin, die sie 1908 abschloss. 1912 heiratete Isadora von Schwartzkoppen Josef Strasser, die zentrale Figur der deutschböhmischen Sozialdemokratie, und lebte mit ihm in Reichenberg. Bereits vor 1914 hatte dieser die nationalistischen Tendenzen in der deutschösterreichischen Sozialdemokratie kritisiert. Die Reichenberger Linke war theoretisch und praktisch maßgeblich durch ihn geprägt. Er gilt als Lehrer von Karl Kreibich. In Reichenberg war Isa Strasser organisatorisch und propagandistisch in der Sozialdemokratischen Arbeiterpartei tätig, vor allem bei den Kinderfreunden, der Jugendbewegung und in der Frauenbewegung.
Ab 1913 lebte das Ehepaar Strasser in Wien. Sie schrieb Feuilletons, Kurzgeschichten, Gedichte und Essays für sozialdemokratische Zeitungen. Sie war Mitglied des Bildungsvereins Karl Marx. Josef Strasser schrieb nunmehr nur noch gegen Zeilenhonorar im Feuilleton- und Theaterteil der Arbeiter-Zeitung. 1917 kam Sohn Peter in Jena und 1919 Tochter Liselotte in Wien zur Welt. 1919 war er Mitbegründer der Kommunistischen Partei und übernahm dort – mit Unterbrechungen – bis 1929 die Leitung der Parteipresse. Isa Strasser leitete inzwischen einen Privatkindergarten nach der Montessori-Methode im Wiener Cottageviertel.
1919 schloss sich Isa Strasser der KPÖ an. Sie wurde Mitglied des Frauenzentralkomitees und Mitarbeiterin der Roten Fahne. Isa Strasser lebte von 1923 bis 1928 mit ihrem Mann in Moskau. Beide waren von der Entwicklung in der Sowjetunion desillusioniert. Nach ihrer Rückkehr nach Wien arbeitete Isa Strasser wieder als Redakteurin der Roten Fahne. Im Juni 1928 wurde sie wegen "rechter Abweichungen" aus der Redaktion entlassen, kurz darauf aus der KPÖ wegen "linker Abweichungen" ausgeschlossen. Ab 1929 waren Isa und Josef Strasser im Briefkontakt mit Leo Trotzki gestanden und hatten mit Raissa Adler eine linksoppositionelle Gruppe gegründet. Im Zuge der stalinistischen Säuberungswellen wurde auch Josef Strasser kaltgestellt, wenn auch nicht ausgeschlossen. Vor allem nach dem Bürgerkrieg 1934 hatten weder Isa noch Josef Strasser ein festes Einkommen. Schwer erkrankt, starb Josef Strasser 1935 und wurde in einem Armengrab auf dem Wiener Zentralfriedhof beigesetzt.
Von 1929 bis 1938 arbeitete Isa Strasser für verschiedene Zeitungen, unter anderem für das Prager Tagblatt. Sie veröffentlichte Reportagen, Kurzgeschichten und Buchbesprechungen. Sie schrieb den historischen Roman Hzu Hsi, Chinas letzte Kaiserin, der allerdings erst 1949 im sozialistischen Linzer Tagblatt gedruckt wurde. Ihr Roman Ein Königreich für ein bisschen Liebe. Marquise von Pompadour und die Novelle Die Liebe der Marianne von Alcoforado, nach den Lettres portugaises, die ebenfalls in diesen Jahren entstanden sind, blieben unveröffentlicht. 1930 gründete Isa Strasser ein Übersetzungsbüro. Therese Schlesinger, die 1919 eine der ersten weiblichen sozialdemokratischen Abgeordneten der Verfassunggebenden Nationalversammlung war, hatte ihr dafür einen Raum zur Verfügung gestellt. 1933 wurde Isa Strasser Mitglied der Vereinigung sozialistischer Schriftsteller.
1938, mit 47 Jahren, entschloss sie sich, sich zu einer Krankenschwester für Physikalische Heilmethoden ausbilden zu lassen. Ein Jahr später legte sie die Prüfung ab und arbeitete zeitweise im Dianabad, schließlich wurde sie als Physikalische Schwester bei der Gebietskrankenkasse angestellt. Nach ihrer Pensionierung 1955 betätigte sich Isa Strasser in dem Bereich der Fürsorge für alte Menschen. Sie wurde die Begründerin und Leiterin des Wiener Altenklubs Weiße Margeriten und war weiterhin schriftstellerisch tätig.

## Werke
- Arbeiterin und Gewerkschaft, Moskau 1924
- Frauenarbeit und Rationalisierung, Moskau 1927
- Hzu Hsi, Chinas letzte Kaiserin (Fortsetzungsroman), Linz 1949
- Land ohne Schlaf. Mit einem Nachwort von Joseph Buttinger, Wien 1970

## Zeitschriftenbeiträge
- VI. Internationaler Ärztinnenkongress in Wien. In: Der sozialistische Arzt. 7. Jg. (1931), Heft 10 (Oktober), S. 279–281 (Digitalisat).